# Éric Decouty
 (mars 2023).
Si vous disposez d'ouvrages ou d'articles de référence ou si vous connaissez des sites web de qualité traitant du thème abordé ici, merci de compléter l'article en donnant les références utiles à sa vérifiabilité et en les liant à la section « Notes et références ».
Éric Decouty est un journaliste et romancier français.

## Biographie
Il est originaire d'un petit village de la région de Rochechouart (Haute-Vienne), appelé Saint-Gervais (d), commune de Videix, où il a passé son enfance. 
Diplômé de l'Institut d'études politiques de Lyon, il commence sa carrière à La Montagne puis à Sud Ouest au milieu des années 1980. Reporter à l'ACP (Agence centrale de presse) entre 1990 et 1993, il rejoint le quotidien Infomatin en 1993 où il est chargé des enquêtes. Après un bref passage par l'hebdomadaire VSD, il entre comme journaliste d'investigation au Parisien plus particulièrement chargé du suivi des dossiers politico-financiers (1997-2000).  
Il occupe ensuite le même poste au Figaro (2000-2007) avant d'entrer comme grand-reporter à l'hebdomadaire Marianne. 
Il revient au Parisien-Aujourd'hui en France du printemps 2009 au 3 mars 2011 comme rédacteur en chef adjoint, responsable des Informations générales et de l'Investigation.  
En juillet 2011, il est nommé chef du service politique de Libération dont il devient directeur adjoint l'année suivante.  
Il est ensuite directeur délégué à Marianne jusqu'en 2019. 
En 2020, il fonde avec Christian Duplan, lui aussi ancien journaliste de Marianne, la maison d'édition Impacts Editions. 
En novembre 2021, il lance avec Christophe Barbier, l'hebdomadaire politique Franc-Tireur.
Il intervient également de façon régulière sur la chaîne d'information LCI en tant qu'éditorialiste politique.
Mais parallèlement à ses activités de journaliste il participe désormais à l'écriture de scénarios, notamment de séries pour la télévision.
En avril 2021, il publie son premier roman Le Petit Soviet.
En mars 2022, il est l'auteur d'un second roman, intitulé La Femme de pouvoir, et d'un troisième, L'affaire Martin Kowal, en octobre 2023. Ces trois ouvrages sont publiés aux Éditions Liana Levi.

## Romans
- Le Petit Soviet[8], Éditions Liana Levi, avril 2021  (ISBN 979-103490410-5)
- La Femme de pouvoir[9], Éditions Liana Levi, mars 2022  (ISBN 979-103490536-2)
- L’Affaire Martin Kowal, Liana Levi, 2023

## Essais
- Les Scandales de la MNEF, Éditions Michel Lafon, avril 2000
- Affaire Elf, affaire d'État, entretiens avec Loïk Le Floch-Prigent, Le Cherche midi, septembre 2001
- Les Avocats : dans le secret des affaires, avec Marie-Amélie Lombard, Le Cherche midi, mars 2002,  (ISBN 2862749834)
- Fin des affaires : la grande illusion, Louis Audibert Éditions, février 2004,  (ISBN 284749040X)
- Un fiasco français : histoire secrète du pôle financier, Éditions Denoël, novembre 2006
- La Dictature du moi-je ! : les vraies gens au pouvoir, Éditions Plon, novembre 2007
- Sarkozy et ses femmes, avec Bruno Jeudy, Éditions Plon, mai 2008
- Ils veulent tuer la démocratie, Impacts Editions, septembre 2020

## Documentaire
- L'Invraisemblable Affaire du RER D, (52 min) d'Éric Decouty et Vassili Silovic. Point du jour Production pour Canal + (janvier 2006)